# Тејшон Принс
Тејшон Принс (енгл. Tayshaun Prince; Комптон, Калифорнија, 28. фебруар 1980) је бивши амерички кошаркаш. Играо је на позицији крила.
На драфту 2002. одабрали су га Детроит пистонси као 23. пика.

## Успеси

### Клупски
- Детроит пистонси:
  - НБА лига (1): 2003/04.

### Појединачни
- Идеални одбрамбени тим НБА - друга постава (4): 2004/05, 2005/06, 2006/07, 2007/08.

### Репрезентативни
- Олимпијске игре:  2008.
- Америчко првенство:  2007.